# Pohang Steelers
Football Club Pohang Steelers (kor. 포항 스틸러스 축구단) – klub piłkarski z Korei Południowej, z miasta Pohang, występujący w K League 1 (1. liga).
Trzy razy wygrał mistrzostwo Korei Południowej (1986, 1988, 1992). W 1996 wygrał Koreański FA Cup (główny puchar narodowy), a w 1997, 1998 i 2009 Pohang był mistrzem Azji. W roku 2009 zdobył 3 miejsce Klubowego Pucharu Świata.

## Sukcesy

### Domowe
- K League 1
  - mistrzostwo (5): 1986, 1988, 1992, 2007, 2013
- Korea National League
  - mistrzostwo (5): 1975 wiosna, 1981 jesień, 1982, 1986 jesień, 1988 jesień
  - wicemistrzostwo (2): 1977, 1989 wiosna
  - wicemistrzostwo (4): 1985, 1987, 1995, 2004,
- Puchar Korei Południowej
  - zwycięstwo (6): 1996, 2008, 2012, 2013, 2023, 2024
  - finał (3): 2001, 2002, 2007
- Puchar Ligi
  - zwycięstwo (2): 1993, 2009
  - finał (2): 1996, 1997s

### Międzynarodowe
- Liga Mistrzów
  - zwycięstwo (2): 1996/1997, 1997/1998, 2009
- Superpuchar Azji
  - finał (2): 1997, 1998
- Klubowe Mistrzostwa Świata
  - 3. miejsce (1): 2009

## Stadion
Domowe mecze klub rozgrywa na stadionie Pohang Steel Yard, który może pomieścić 25000 widzów.